# Gerhard Louis De Geer
Gerhard Louis De Geer (27 de Novembro de 1854 — 25 de Fevereiro de 1935) foi um político da Suécia. Ocupou o lugar de primeiro-ministro da Suécia de 27 de Outubro de 1920 a 23 de Fevereiro de 1921.